# Peperomia candelaber
Peperomia candelaber är en pepparväxtart som beskrevs av William Trelease. Peperomia candelaber ingår i släktet peperomior, och familjen pepparväxter. Inga underarter finns listade i Catalogue of Life.